# Ёлкино (Забайкальский край)
Ёлкино — село в Балейском районе Забайкальского края России. Входит в состав сельского поселения «Ундинское».

## География
Село находится в северо-восточной части района, в правобережной части долины реки Унда, на расстоянии примерно 16 км (по прямой) к северо-востоку от города Балей. Абсолютная высота — 627 м над уровнем моря. Через Ёлкино проходит автодорога 76К-009.
Климат
Климат характеризуется как резко континентальный с продолжительной холодной малоснежной зимой. Абсолютный минимум температуры воздуха самого холодного месяца (января) составляет −45,5 °C; абсолютный максимум самого тёплого месяца (июля) — 39,2 °C. Среднегодовое количество атмосферных осадков составляет 308,3 мм.
Часовой пояс
Село Ёлкино находится в часовой зоне МСК+6. Смещение применяемого времени относительно UTC составляет +9:00.

## История
Село основано в XVIII веке крестьянами, приписанными к Нерчинскому сереброплавильному заводу. В 1851 году поселение вошло в состав станицы Ундинской Забайкальского казачьего войска. Входило в состав 3-го военного отдела ЗКВ. В 1931 году в селе был организован колхоз.

## Население
| 1989 | 2002 | 2010 | 2021 |
| ---- | ---- | ---- | ---- |
| 131  | ↗148 | ↘120 | ↘96  |

Половой состав
По данным Всероссийской переписи населения 2010 года в гендерной структуре населения мужчины составляли 50 %, женщины — соответственно также 50 %.
Национальный состав
Согласно результатам переписи 2002 года, в национальной структуре населения русские составляли 97 % из 148 чел.

## Улицы
Уличная сеть села состоит из двух улиц:
- ул. Заречная
- ул. Октябрьская

## Инфраструктура
В селе функционируют фельдшерский пункт и сельский клуб.